# 로빈 숄코비
로빈 숄코비(독일어: Robin Szolkowy, 1979년 7월 17일~)는 독일의 남자 피겨스케이팅 선수이다. 알료나 자브쳉코와 함께 페어로 활동했다.
숄코비는 동독 시절, 그라이프스발트에서 탄자니아 출신의 의사인 아버지와 동독인 간호사인 어머니 사이에서 태어났다. 아버지가 그를 두고 떠났기 때문에 그는 2008년까지 생부를 직접 만나지 못했다. 어머니 손에서 자란 어린 시절부터 스케이트를 탔고, 처음에는 싱글 선수로 활동하다 16세부터 페어로 바꿨다. 독일 대표로 세계 주니어 선수권 대회 등에 참가했다가 2003년 우크라이나 출신의 알료나 자브쳉코와 짝을 지어 활동하고 있다. 이들은 2004년 독일 선수권에서 우승했으며, 2005년 세계 선수권에서 6위에 올랐다. 2006년 동계 올림픽에 독일 대표로 출전, 6위에 올랐다. 2008년~2009년 세계 선수권에서 우승하는 등 독일 대표인 자브쳉코와 숄코비 조는 세계적인 페어 선수로 활동하고 있다. 이들은 2010년 동계 올림픽에서 동메달을 획득하였다.